# Santiago da Guarda
Santiago da Guarda es una freguesia portuguesa del municipio de Ansião, con 42,50 km² de superficie. Su densidad de población es de 75,6 hab/km².